# Équipe cycliste Dilecta
L'équipe cycliste Dilecta, est une équipe cycliste française de cyclisme professionnel sur route, maillot or et bleu, active entre 1922 et 1955, sponsorisée par « Dilecta », une entreprise française de construction de bicyclettes. Dilecta rachète la marque J.B. Louvet en 1937.
L'équipe disparaît en 1955 et la marque est portée par des indépendants jusqu'en 1957.

## Histoire
Les coureurs de l'équipe ont remporté de nombreux succès sur le Tour de France, mais en portant le maillot d'équipes nationales ou régionales. Ainsi, Frans Bonduel gagne 3 étapes du Tour (1 en 1930 et 2 en 1932), 1 pour Arsène Mersch en 1936, 1 pour Gerrit Schulte en 1938

## Principaux résultats

### Compétitions internationales
- Champion du monde de poursuite 1948 (Gerrit Schulte)
- Médaille d'argent du championnat du monde sur route 1931 : Ferdinand le Drogo
- Critérium des As : 1926 (Francis Pélissier)

### Classiques
- Tour des Flandres 1930 (Frans Bonduel), 1938 (Edgard De Caluwé), 1940, 1941 et 1943 (Achiel Buysse)
- Paris-Tours 1939 (Frans Bonduel), 1951 (Jacques Dupont)
- Paris-Bruxelles 1934, 1939 (Frans Bonduel), 1935 (Edgard De Caluwé)
- Bordeaux-Paris 1935 (Edgard De Caluwé)
- Flèche wallonne 1941 (Sylvain Grysolle), 1942 (Karel Thijs)

### Courses par étapes
- Tour de Belgique 1935 (Jef Moerenhout)
- Circuit de Belgique 1944 (Jef Moerenhout)
- Tour des Pays-Bas 1949 (Gerrit Schulte)

### Bilan sur les grands tours
- Tour de France
  - Victoires d'étapes 
    - 2  en 1927 : Ferdinand le Drogo  Francis Pelissier
    - 1 en 1929 : Paul Le Drogo

### Championnats nationaux
- Champion de France de cyclisme sur route : 1927 1928 (Ferdinand Le Drogo)
- Champion de France sur route de la zone occupée : 1941 (Albert Goutal)
- Champion de France sur route : 1954 (Jacques Dupont)

- Champion du Luxembourg sur route : 1935 (Arsène Mersch)
- Champion du Luxembourg de cyclo-cross 1936 (Arsène Mersch)
- Champion des Pays-Bas sur route 1948 (Gerrit Schulte)

## Effectifs
- 1926
  - Charles Lacquehay
  - Ferdinand Le Drogo
  - Charles Pélissier
  - Francis Pélissier
  - Henri Pélissier

- 1927
  - Romain Bellenger
  - Charles Lacquehay
  - Ferdinand Le Drogo
  - Paul Le Drogo
  - Charles Pélissier
  - Francis Pélissier
  - Henri Pélissier

- 1928
  - Romain Bellenger
  - Frans Bonduel
  - Charles Lacquehay
  - Paul Le Drogo
  - Ferdinand Le Drogo

- 1929
  - Frans Bonduel
  - Ferdinand Le Drogo
  - Paul Le Drogo

- 1930
  - Frans Bonduel
  - Ferdinand Le Drogo
  - Paul Le Drogo

- 1931
  - Frans Bonduel
  - Ferdinand Le Drogo
  - Paul Le Drogo

- 1932
  - Frans Bonduel
  - Ferdinand Le Drogo

- 1933
  - Frans Bonduel
  - Ferdinand Le Drogo

- 1934
  - Frans Bonduel
  - Edgard De Caluwé
  - André Godinat
  - Ferdinand Le Drogo
  - Jef Moerenhout

- 1935
  - Albert Billiet
  - Frans Bonduel
  - Edgard De Caluwé
  - Ferdinand Le Drogo
  - Arsène Mersch
  - Jef Moerenhout

- 1936
  - Albert Billiet
  - Frans Bonduel
  - Edgard De Caluwé
  - Arsène Mersch
  - Jef Moerenhout

- 1937
  - Albert Billiet
  - Frans Bonduel
  - Edgard De Caluwé
  - Ferdinand Le Drogo
  - Jef Moerenhout
  - Gerrit Schulte
  - Sylvère Jezo

- 1938
  - Albert Billiet
  - Frans Bonduel
  - Achiel Buysse
  - Edgard De Caluwé
  - Gerrit Schulte
  - Sylvère Jezo

- 1939
  - Albert Billiet
  - Frans Bonduel
  - Achiel Buysse
  - Edgard De Caluwé
  - Gerrit Schulte
  - Sylvère Jezo

- 1940
  - Frans Bonduel
  - Achiel Buysse
  - Edgard De Caluwé
  - Gerrit Schulte
  - Sylvère Jezo

- 1941
  - Frans Bonduel
  - Achiel Buysse
  - Edgard De Caluwé
  - Albert Goutal
  - Sylvère Jezo

- 1942
  - Frans Bonduel
  - Edgard De Caluwé
  - Albert Goutal
  - Jef Moerenhout
  - Karel Thijs
  - Sylvère Jezo

- 1943
  - Frans Bonduel
  - Achiel Buysse
  - Edgard De Caluwé
  - Albert Goutal
  - Jef Moerenhout
  - Sylvère Jezo

- 1944
  - Frans Bonduel
  - Achiel Buysse
  - Edgard De Caluwé
  - Albert Goutal
  - Jef Moerenhout
  - Sylvère Jezo

- 1945
  - Frans Bonduel
  - Achiel Buysse
  - Edgard De Caluwé
  - Albert Goutal
  - Jef Moerenhout
  - Gerrit Schulte
  - Sylvère Jezo

- 1946
  - Frans Bonduel
  - Achiel Buysse
  - Edgard De Caluwé
  - Jef Moerenhout
  - Gerrit Schulte
  - Sylvère Jezo

- 1947
  - Frans Bonduel
  - Gerrit Schulte

- 1948
  - Gerrit Schulte

- 1949
  - Gerrit Schulte
  - Joseph Morvan

- 1951
  - Jacques Dupont
  - Joseph Morvan

- 1952
  - Jacques Dupont
  - Oscar Plattner
  - Joseph Morvan

- 1953
  - Jacques Dupont

- 1954
  - Jacques Dupont